# Sinum
Genre
Synonymes
- Catinus Oken, 1835
- Cryptostoma
- Cryptostomus Blainville, 1818
- Ectosinum Iredale, 1931
- Sigaretus Lamarck, 1799
- sous-genre Sinum (Ectosinum) Iredale, 1931
- sous-genre Sinum (Sinum) Röding, 1798[1]

Sinum est un genre de mollusques gastéropodes de la famille des Naticidae. L'espèce-type est Sinum haliotoideum.

## Liste d'espèces
Selon World Register of Marine Species (29 octobre 2017) :
- Sinum bifasciatum (Récluz, 1851)
- Sinum concavum (Lamarck, 1822)
- Sinum cymba (Menke, 1828)
- Sinum debile (Gould, 1853)

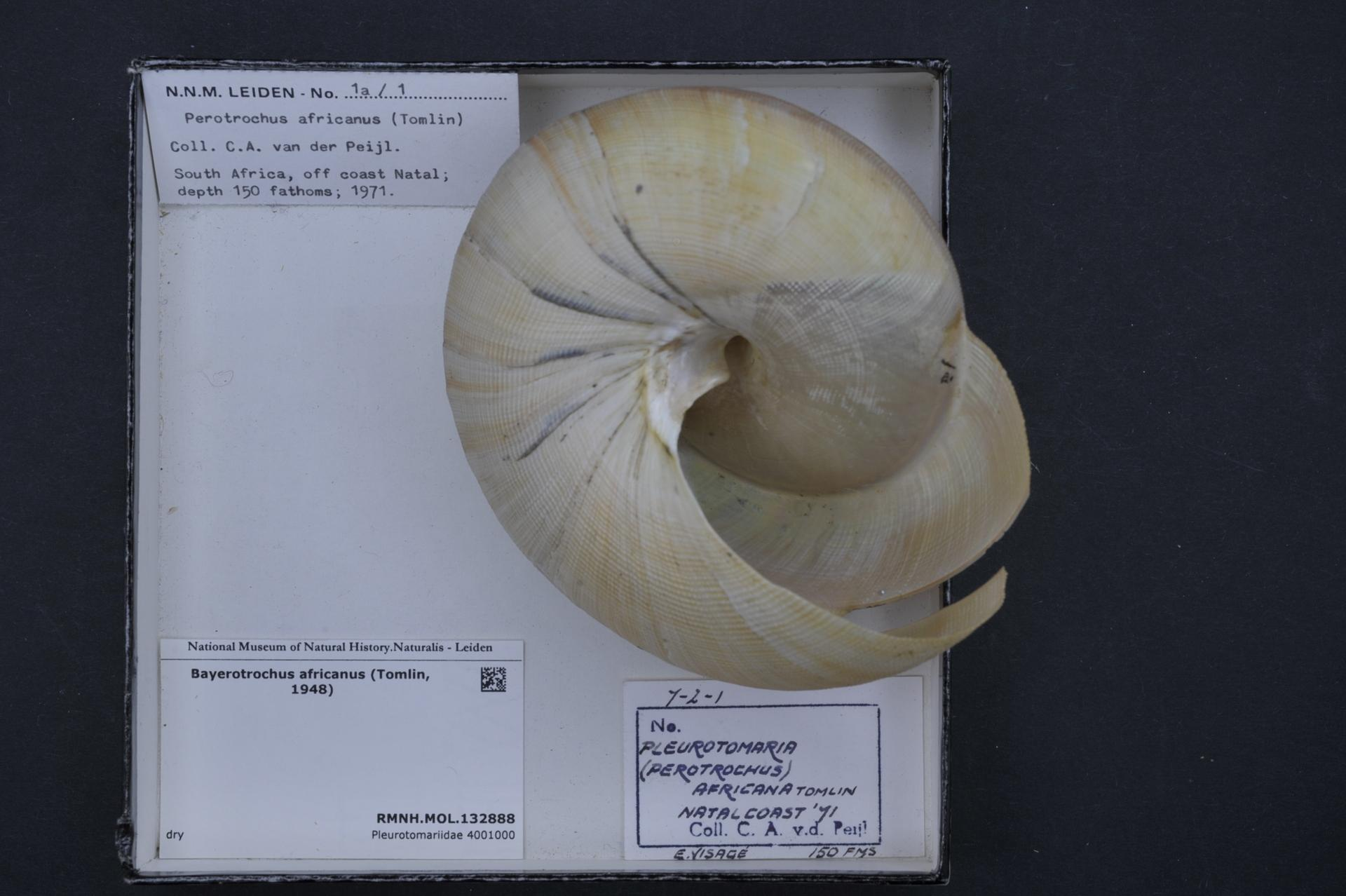
Sinum spec., Centre de biodiversité Naturalis, Leyde, Pays-bas

- Sinum delessertii (Récluz in Chenu, 1843)
- Sinum diauges Kilburn, 1974
- Sinum eximium (Reeve, 1864)
- Sinum grayi (Deshayes, 1843)
- Sinum haliotoideum (Linnaeus, 1758)
- Sinum incisum (Reeve, 1864)
- Sinum infirmum Marwick, 1924 †
- Sinum japonicum (Lischke, 1872)
- Sinum javanicum (Gray, 1834)
- Sinum keratium Dall, 1919
- Sinum laevigatum (Lamarck, 1822)
- Sinum maculatum (Say, 1831)
- Sinum marwicki Laws, 1930 †
- Sinum minus (Dall, 1889)
- Sinum nanhaiense S.-P. Zhang, 2009
- Sinum neritoideum (Linnaeus, 1758)
- Sinum noyesii Dall, 1903
- Sinum perspectivum (Say, 1831)
- Sinum planulatum (Récluz, 1843)
- Sinum quasimodoides Kilburn, 1976
- Sinum sanctijohannis (Pilsbry & Lowe, 1932)
- Sinum scopulosum (Conrad, 1849)
- Sinum vittatum S.-P. Zhang, 2008
- Sinum zonale (Quoy & Gaimard, 1832)

## références taxinomiques
- (en) Animal Diversity Web : Sinum (consulté le 29 octobre 2017)
- (en) Catalogue of Life : Sinum Röding, 1798 (consulté le 12 avril 2023)
- (fr + en) ITIS : Sinum  Röding, 1798 (consulté le 29 octobre 2017)
- (en) NCBI : Sinum (taxons inclus) (consulté le 29 octobre 2017)
- (en) Paleobiology Database : Sinum  Röding 1798 (consulté le 29 octobre 2017)
- (en) WoRMS : Sinum Röding, 1798 (+ liste espèces) (consulté le 29 octobre 2017)